# Gronówek
Gronówek [pronunciación en polaco: /ɡrɔˈnuvɛk/] es un pueblo ubicado en el distrito administrativo de Gmina Złoczew, dentro del condado de Sieradz, Voivodato de Łódź, en el centro de Polonia. Se encuentra a unos 5 kilómetros al este de Złoczew, a 21 kilómetros al sur de Sieradz, y a 69 kilómetros al suroeste de la capital regional Łódź.